# マーサナリー (曲)
「マーサナリー」（Mercenary）は、アメリカ合衆国のポップ・ロック・バンドであるパニック!アット・ザ・ディスコの楽曲。テレビゲーム『バットマン アーカム・シティ』のために作曲され、2011年9月22日にシングルとして発売された。作詞作曲はブレンドン・ユーリーとスペンサー・スミスの共作で、プロデュースはジョン・フェルドマンが手がけた。
2011年10月4日に発売されたサウンドトラック『Batman: Arkham City – The Album』には、オープニング・トラックとして収録された。同月22日にはフュエルド・バイ・ラーメンの公式YouTubeチャンネルでゲームの映像を使用したリリックビデオが公開された。

## 歌詞と曲の構成
2011年9月7日、テレビゲーム『バットマン アーカム・シティ』のサウンドトラックにパニック!アット・ザ・ディスコが参加することが発表される。リード・シンガーのブレンドン・ユーリーは前作『バットマン アーカム・アサイラム』の大ファンであり、サウンドトラックへの参加について「小さい子供のようにとても興奮した」と語っている。本作についてユーリーは「破壊的であることに意欲を持った1人の人間の物語」と説明し、「ある意味バットマンのような自警団員の物語に合うんじゃないかな」と語っている。
曲のキーはAマイナーで、テンポは155 BPM。曲はギターとキーボードのイントロから始まり、ドラムが加わりサウンドが激しくなる。曲中ではストリングスやグロッケンシュピールが取り入れられているほか、ゲーム中のヒューゴ・ストレンジのセリフがサンプリングで使用されている。

## 評価
『ビルボード』誌のブレナン・カーリーは、映画『ダークナイト ライジング』の公開に合わせて「バットマンにまつわるベスト・ソング」の1つに本作を挙げ、「ケープを纏った十字軍騎士の物語により巧妙なアプローチをとった」楽曲と称した。『ロック・サウンド』誌は「もっと知られるべき」曲とし、「人々は見落としているが、この曲は傑作だ」と評した。一方で『オルタナティヴ・プレス』誌のダン・スレッサーは、ザ・デューク・スピリットの「Creature」とともに「あまり重要性のない」楽曲として挙げている。
『PopBuzz』のジェームズ・ウィルソン＝テイラーは、2018年1月時点でパニック!アット・ザ・ディスコが発表した全71曲（カバー曲やコラボ曲を除く）を対象としたランキングで第65位に本作を選出した。

## クレジット
※出典
- パニック!アット・ザ・ディスコ – 演奏
  - ブレンドン・ユーリー – 作詞作曲
  - スペンサー・スミス – 作詞作曲
- ジョン・フェルドマン – プロデュース
- コーリー・バートン – ヒューゴ・ストレンジ役（ゲームの音声）